# فلیکس کارل لودویگ ماچاتسکی
فلیکس کارل لودویگ ماچاتسکی (انگلیسی: Felix Karl Ludwig Machatschki; ۲۲ سپتامبر ۱۸۹۵ – ۱۷ فوریهٔ ۱۹۷۰) شیمی‌دان، و استاد اهل اتریش بود.
وی همچنین برندهٔ جوایزی همچون جایزه اروین شرودینگر شده‌است.